# Phrurolithus pinturus
Phrurolithus pinturus är en spindelart som beskrevs av Ivie och Barrows 1935. Phrurolithus pinturus ingår i släktet Phrurolithus och familjen flinkspindlar. Inga underarter finns listade i Catalogue of Life.